# Harpactea coccifera
Harpactea coccifera este o specie de păianjeni din genul Harpactea, familia Dysderidae, descrisă de Brignoli, 1984. Conform Catalogue of Life specia Harpactea coccifera nu are subspecii cunoscute.